# Henry Pankhurst
Henry John Pankhurst (ur. 1884, zm. 9 maja 1921) – brytyjski lekkoatleta.
Na Letnich Igrzyskach Olimpijskich 1908 nie dostał się do półfinału biegu na 100, jak również na 200 metrów, zajmując w eliminacjach odpowiednio 2. i 3. miejsce. Był również członkiem sztafety mieszanej 1600 metrów, która nie zdołała awansować do finału zmagań.